# Нівелія кров'янистонадкрила
Горянка скривавлена (Nivellia sanguinosa Gyllenhal, 1827) (= Leptura kratteri Hampe =
Nivellia rubripennis Matsushita, 1911) — вид жуків з родини Вусачів.

## Поширення
Хорологічно нівелія кров'янистонадкрила належить то бореально-альпійської групи видів у складі європейсько-сибірського зоогеографічного комплексу. Поширена у Європі, Росії, на Кавказі.
У Карпатському регіоні України трапляється спорадично, переважно на гірських територіях — по долинах річок, заліснених вільховими гаями.

## Екологія
Літ триває протягом червня, а в передгір'ях у травні й на початку червня. Дорослі комахи відвідують квіти, часто трапляються на таволзі середній. Личинка розвивається в загниваючій деревині вільхи, зрідка та інших листяних порід.

## Морфологія

### Імаго
Голова витягнута вперед. Щоки довші за половину діаметра ока. Скроні коротші за щоки, звужені ззаду, закруглені, але з виступаючими задніми кутами. Очі помірно виїмчасті. Останній членик нижньощелепних щупиків довгий і вузький, паралельний, зрізаний на кінці. Вусики у самців довші за надкрила, їх 3-й членик довший 1-го або 4-го. Передньоспинка довша за свою ширину, по середині ледве розширена, до вершини слабо звужена, перетяжки широкі, але дрібні, середина диску широко, проте неглибоко втиснена. Надкрилля плоскі, довгі і паралельні. Відросток передньогрудей помірно довгий, паралельний, дещо заходить за середину середніх тазиків. 1-й членик задньої лапки помітно зігнутий, у самців — довший за всі наступні членики разом узяті.

### Личинка
Скронево-тім'яні долі личинки з'єднуються за лобом на невеликій ділянці. З кожної сторони голови по 3 очка. Вусики короткі, 3-членикові. Епістомальних щетинок — 6, Верхня губа поперечно-овальна. Гіпостом трапецієподібний, спереду звужений. Мандибули короткі, до вершини вирізані, з гострим вентральним зубцем. Ноги порівняно короткі, з гострими, трохи загнутими кігтиками. Дорзальні рухові мозолі на 1-7-му сегментах дрібно гранульовані, оточені мікроскопічними шипиками; гранули утворюють поперечні ряди, перервані посередині поздовжньою борозенкою. Дихальця овальні з невеликою кількістю крайових камер. Довжина — до 23 мм, ширина — близько 3,5 мм.

## Життєвий цикл
Генерація триває 2 роки.